# Algonquin Radio Observatory
Das Algonquin Radio Observatory ist ein Radio-Observatorium im Algonquin Provincial Park in Ontario, Kanada. Es wurde 1959 eröffnet, um Forschung in einer elektromagnetisch ruhigeren Gegend als Ottawa zu ermöglichen. Das 1966 erbaute Radioteleskop hat einen 45,8 m großen Hauptreflektor. Es ist somit derzeit Kanadas größtes Radioteleskop.

## Geschichte
Der zunehmende Einsatz von Radar- und Radioanwendungen im Gebiet um Ottawa bereitete Störungsprobleme für die dortigen Forscher. Dies führte 1959 zum Aufbau des Algonquin Radio Observatory (ARO) im Algonquin Provincial Park, ungefähr 150 km nordwestlich von Ottawa, aber relativ einfach über die großen Highways erreichbar. Ein neues Teleskop für den solaren Flux mit einer 1,8-m-Parabolschüssel wurde 1960 erbaut, welches parallel mit dem Goth-Hill-Instrument betrieben wurde, bevor es 1962 vollständig dessen Rolle übernahm. 1964 wurde ein baugleiches Instrument am Dominion Astrophysical Observatory (DAO) in British Columbia installiert. Diesem folgte eine leistungsfähigere Version des Wellenleiter-Instruments, dieses Mal fokussiert durch eine Reihe von zweiunddreißig 3-m-Schüsseln, angebracht über einem 215-m-Wellenleiter, welches 1966 eröffnet wurde.
Das ARO wurde 1966 mit der Inbetriebnahme des 46-m-Deep-Space-Teleskop stark erweitert. In den 1960er und 1970er Jahren war es eine bedeutende Forschungseinrichtung, obwohl Einschränkungen im Design es in den 1980er Jahren weniger nützlich werden ließen. Eine Zeit lang gesellte sich zu diesem Instrument ein kleineres 18-m-Teleskop, das sich ursprünglich am David Dunlap Observatory außerhalb von Toronto befand und von der University of Toronto betrieben wurde. Die ursprünglichen Solarobservatorien blieben bis 1990 in Betrieb als Mittelkürzungen beim National Research Council of Canada (NRC) die Schließung des gesamten Algonquin Standorts erzwangen. 1991 wurde die 1,8-m-Schüssel zur Verwendung als Backup-Gerät zum DAO umgesetzt.

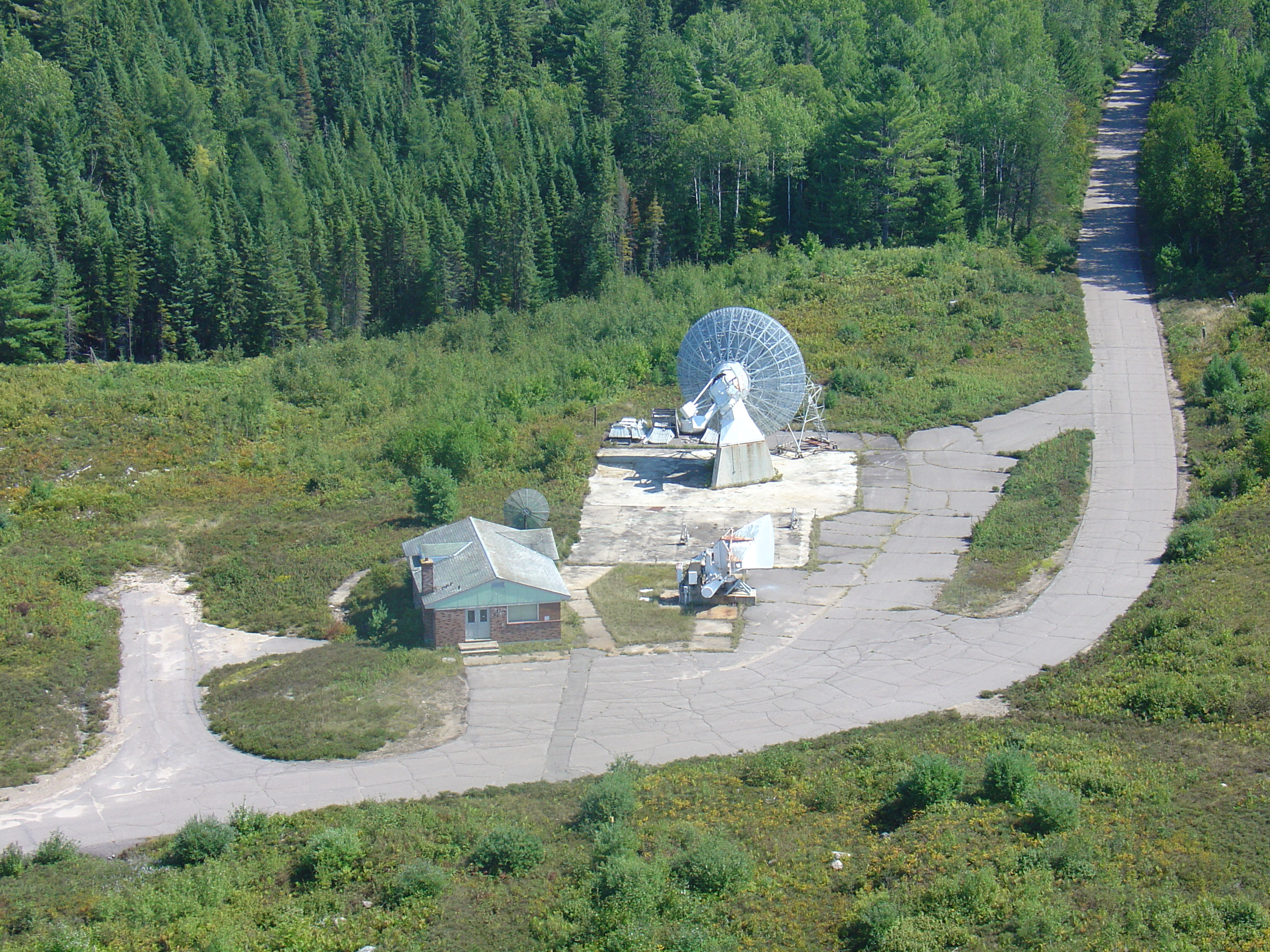
Blick auf den kleineren 11 Meter Satspiegel

## Gegenwärtige Nutzung
Seit dem Jahr 2008 wird die Anlage  von der kanadischen Technologiefirma Thoth Technology betrieben. Das Radioteleskop wurde in den Jahren 2008 bis 2013 komplett modernisiert. Es soll für kanadische und internationale Forschungseinrichtungen für verschiedene Forschungsbereiche dienen.  Thoth Technology bietet verschiedene geodätische Serviceleistungen für die Raumfahrt an. Des Weiteren ist die Anlage ein aktiver Kontrollstützpunkt für das Global Positioning System (GPS) und gehört auch dem Deep Space Network an. Der Hauptreflektor und die Receiver sind in der Lage L-Band, S-Band und X-Band zu empfangen und zu verarbeiten. Des Weiteren befinden sich an dem Standort auch Forschungseinrichtungen von kanadischen Universitäten wie u. a. der York University. Die Anlage soll neben der Forschung von neuen Technologien auch als Relais und Funkverbindung für nationale und internationale Raumfahrtmissionen wie bemannte Raumfahrtmissionen, Raumsonden und Satelliten genutzt werden. Das Radioteleskop nimmt seit 2012 an einem internationalen Forschungsprojekt vom Canadian Institute for Theoretical Astrophysics teil.  Mit der neuen Wasserstoff-Maser-Uhr des Teleskops werden hohe Genauigkeiten erzielt. Es sollen neue Technologien im Bereich der Langbasisinterferometrie erforscht werden.